# Baronnie des Angles

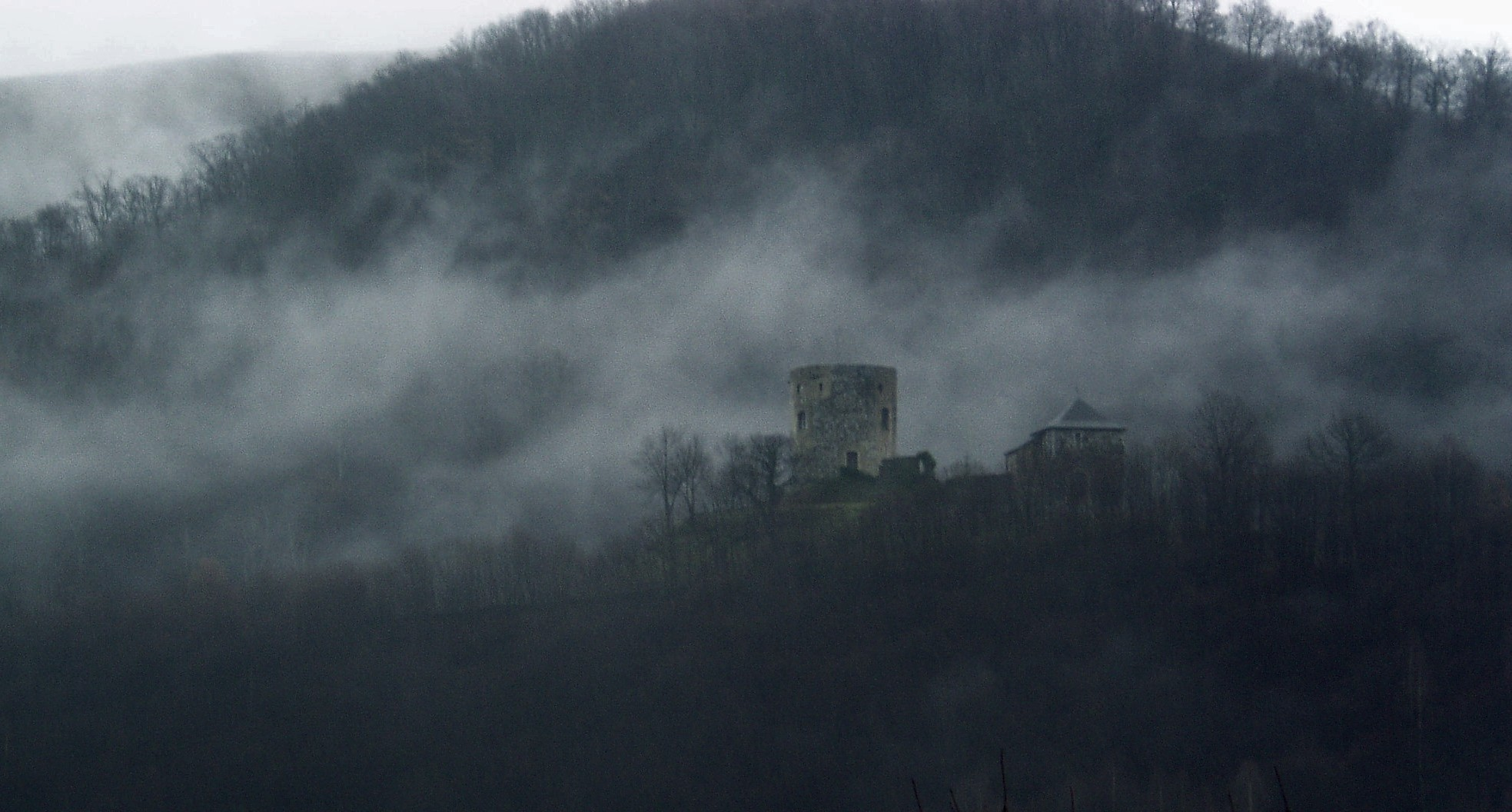
Château des Angles dans la brume

La Baronnie des Angles est le nom d'un petit territoire situé dans le Pays de Lourdes, dans le département français des Hautes-Pyrénées). Administrativement, il se situe dans le canton de Lourdes-Est devenu canton de Lourdes-2. Il ne doit pas être confondu avec les Baronnies, autre territoire des Hautes-Pyrénées compris entre Lannemezan et Bagnères-de-Bigorre.
La dénomination fut reprise par la Communauté de communes de la Baronnie des Angles, qui le 1er janvier 2014 a fusionné avec la Communauté de communes du Pays de Lourdes, mais la seigneurie de la Baronnie des Angles couvrait un territoire plus étendu correspondant aux anciennes communautés de communes de la Baronnie des Angles et de la Croix blanche avec Escoubes en moins.

## Toponymie
Du latin angulus, signifiant angle et désignant aussi une terre en forme de coin. La désignation d'un coin ou recoin de terre aurait une origine médiévale,.

## Historique
La seigneurie de la Baronnie des Angles a existé du Moyen Âge à la Révolution française, en passant au fil des siècles sous le contrôle de différentes familles dont l'historiographie a été retracée par Jean Bourdette dans un ouvrage intitulé Notice des Barons de Angles.

### Les origines: une des neuf Baronnies du Comté de Bigorre
Selon Bourdette, "le Fief des Angles ayant titre de Baronnie est au nombre des plus anciennes de Bigorre", "contemporaine de l'érection du Comté même". Son origine doit donc se situer au Xe siècle. Bourdette rapporte que l''Enquête de Bigorre, réalisée en 1300 par ordre de Philippe le Bel, énumère les Barons anciens et primitifs au nombre de neuf, dans l'ordre qui suit :
1. Le Baron Vicomte de Lavedan
2. Le Baron de Barbazan
3. Le Baron de Bénac
4. Le Baron de Bazillac
5. Le Baron des Angles
6. Le Baron de Castelbajac
7. Le Baron d'Antin
8. Le Baron d'Esparros
9. Le Baron Vicomte d'Asté

Certaines de ces baronnies ont connu une ascension dans l'échelle nobiliaire due au fait que les familles fondatrices s'y sont maintenues longtemps et que leur élévation fut aussi celle de leur seigneurie. Ainsi, avec le temps, les barons de Bénac et de Castelbajac devinrent marquis, celui d'Antin duc et pair. Tel ne fut pas le cas pour la Baronnie des Angles. La famille des Angles occupa la Baronnie des Angles, des origines, avec Oudou 1er, le plus ancien baron des Angles connu, jusqu'à Tibaout, le dernier d'entre eux, qui la vendit vers 1310, au Comte d'Armagnac, Bernat IV, pour aller demeurer à Peyrusse dont il était seigneur, en Armagnac.

### Les familles successives ayant porté le titre de Baron des Angles
Toujours selon Jean Bourdette se sont succédé : 
1. La famille des Angles, jusqu'en 1310 environ;
2. La famille d'Armagnac, de 1310 environ à 1377 environ;
3. Jean de Béarn, Chevalier, Capitaine de Lourdes et Sénéchal de Bigorre pour le Roi d'Angleterre, de 1377 environ à 1407;
4. À nouveau la famille d'Armagnac, de 1407 à 1430 environ;
5. La famille de Lomagne, de 1430 environ à 1481;
6. La famille d' Aure d'Aster, de 1481 à 1534;
7. La famille de Gramont, de 1534 à 1576;
8. Hélène de Clermont, Vicomtesse d'Aster, de 1576 à 1594;
9. À nouveau la famille de Gramont, de 1594 à 1694;
10. La famille de Lons, de 1694 à 1734;
11. La famille Roux de Gaubert de Courbons, de 1734 à 1789.

## Le château fort des Angles
Le château fort des Angles, sur sa motte féodale, se trouve dans le village  des Angles. Abandonné à partir du XVe siècle par les barons des Angles, le château laissé à l'abandon tomba en ruines. Passé dans le domaine public, le château y demeura jusqu'en 1980. De l'édifice perdu au milieu des taillis de châtaigniers ne restait qu'une bâtisse à l'entrée du site et le donjon, imposant encore, dont une partie était écroulée. En 1980, Jack Cernaix et son épouse parvinrent à racheter les ruines et le terrain à la municipalité de l'époque,. Le donjon a été reconstruit, selon les plans des architectes des bâtiments de France, à l'identique de la construction originelle, ainsi que l'ancien logis qui est aujourd'hui un gîte rural. L'ensemble des bâtiments ainsi restaurés laisse une impression visuelle forte dans le paysage du territoire de la Baronnie au point que ce château en est redevenu un élément identitaire repris dans le logo de l"ancienne Communauté de communes de la Baronnie des Angles.

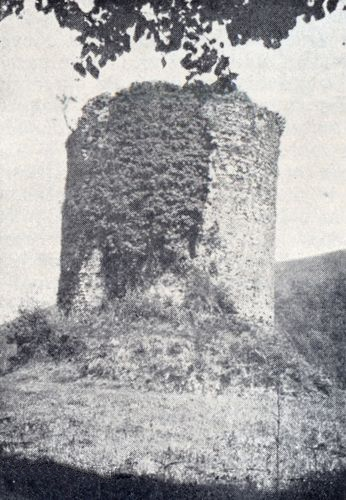
Ruines du donjon du château des Angles vers 1890-1900
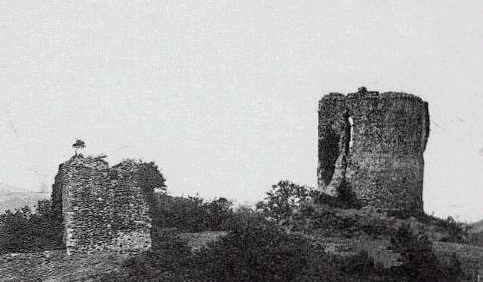
Ruines du château des Angles vers 1890-1900
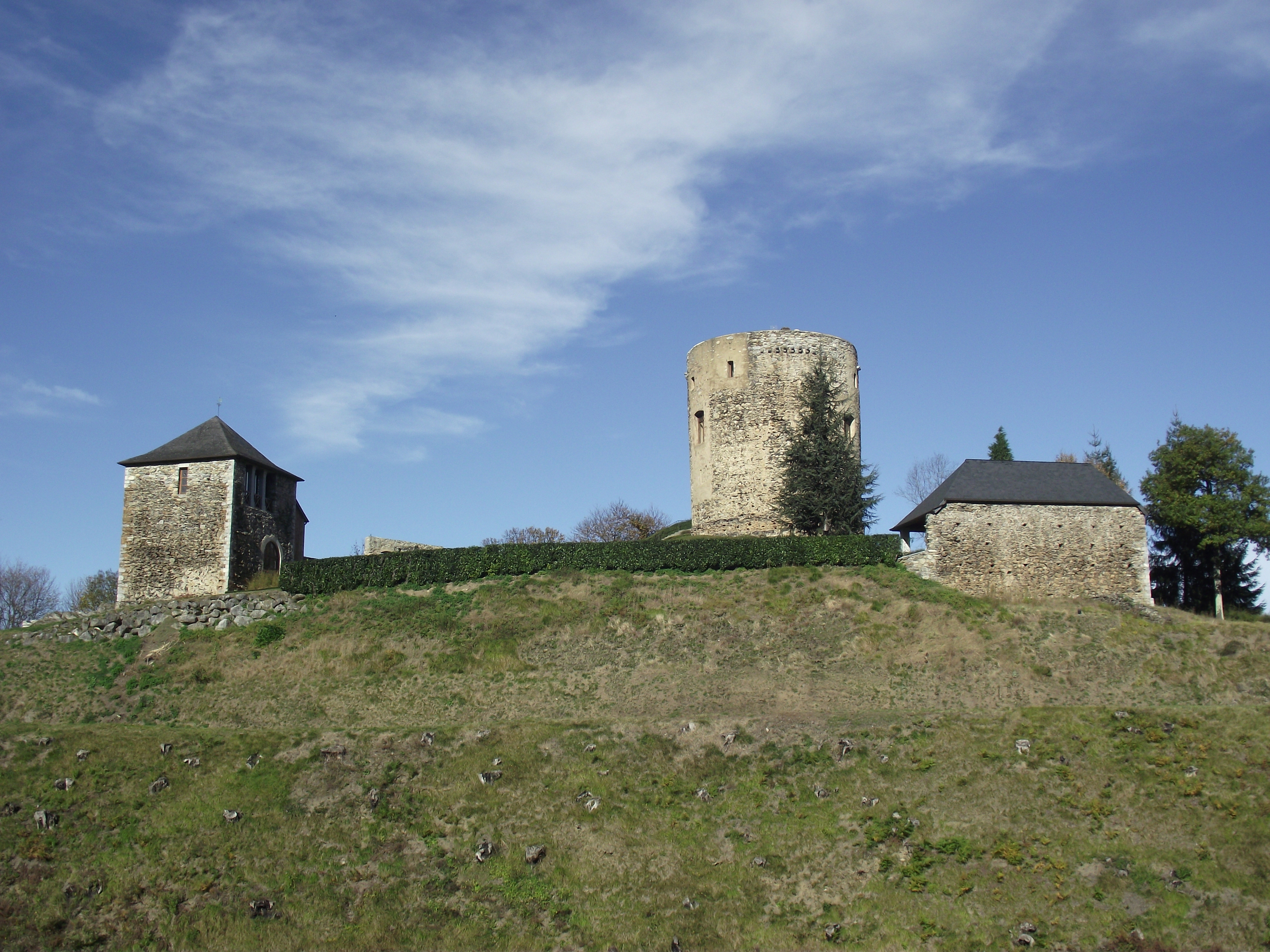
Chateau des Angles en 2011
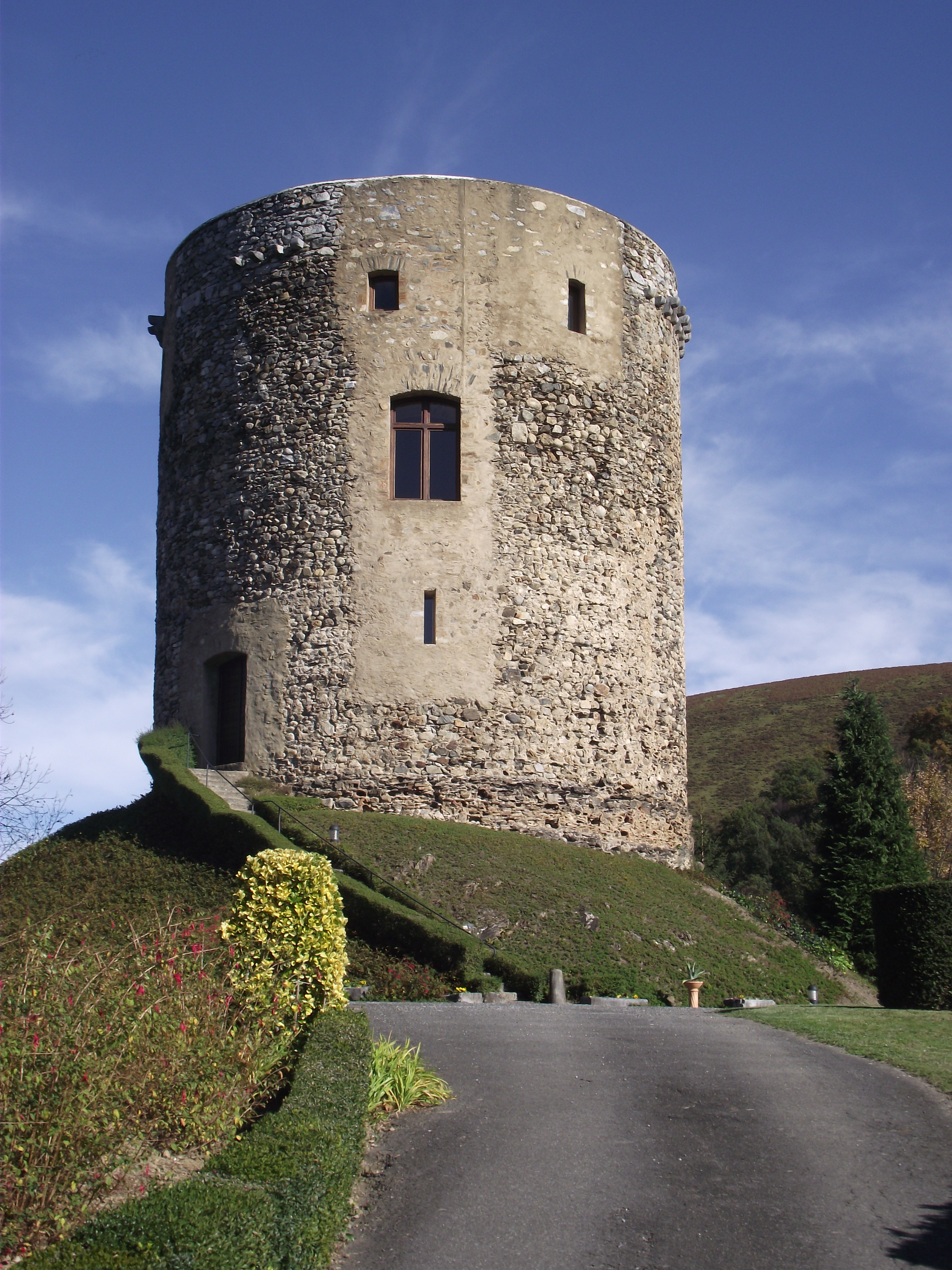
Donjon du Chateau des Angles en 2011
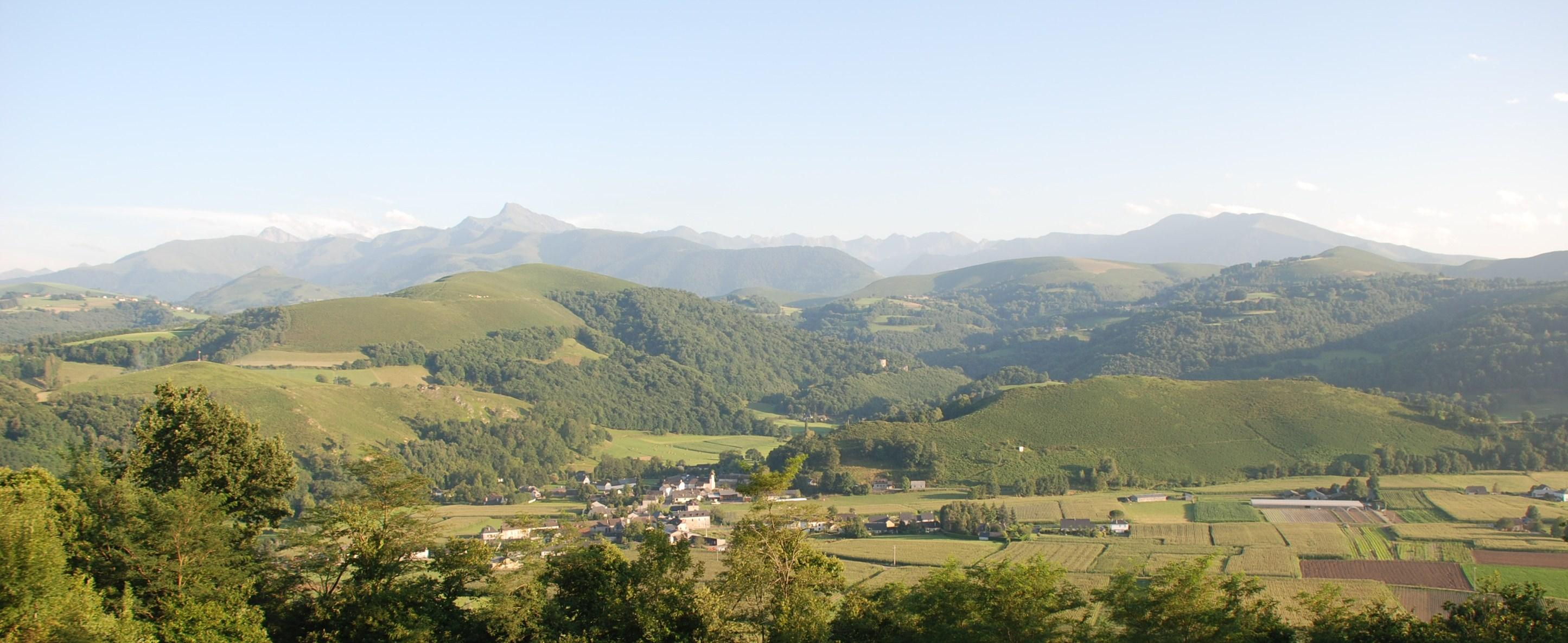
Paysage de la Baronnie des Angles depuis Bourréac, avec le chateau au centre de la photo.

## Les villages de la Baronnie des Angles historique
La Baronnie des Angles s'étend sur toute la partie supérieure du bassin de l'Echez. Outre le village des Angles qui en était le chef-lieu à l'époque de la seigneurie, elle comprend quatre villages sur le versant droit : Arrodets-ez-Angles, Ossun-ez-Angles, Gez-ez-Angles, Arrayou-Lahitte, les autres, sept au total sur le versant gauche, soit en plaine (Arcizac-ez-Angles, Lézignan), soit sur les coteaux dominant la plaine au nord (Bourréac et son hameau Récahorts, ainsi que Pouts, hameau d'Escoubes-Pouts), soit sur ceux la dominant au sud, Artigues avec son hameau de Craste, Jarret et ses hameaux d'Ayné, Leret et Louzour, et Sère-Lanso.
On peut remarquer que lors de la constitution des communautés de communes vers la fin des années 1990, les quatre villages du versant gauche se sont groupés pour former la Communauté de communes de la Croix blanche, tandis que les huit autres, dont les Angles, forment, avec Escoubes-Pouts, la Communauté de communes de la Baronnie des Angles.

### Microtoponymie de la Baronnie des Angles et économie rurale sous l'Ancien Régime
En plus des autres informations disponibles, pour ce territoire comme pour d'autres, telles que, en particulier, les matrices et plans cadastraux de 1809 et les documents d'état civil, la Baronnie des Angles présente l'originalité et l'intérêt d'être très bien documentée d'un point de vue toponymique et économique sur le milieu du XVIIIe siècle grâce aux archives d'un arpentement réalisé en 1736/1741, présentes aux Archives départementales de Pau.
Un procès fut intenté dans les années 1733 à 1742 par Paul Roux de Gaubert de Courbons aux tenanciers des différentes communes de la baronnie après qu'il fut devenu, par contrat de mariage avec Angélique de Lons, détenteur du titre de baron des Angles. Les pièces constitutives de ce procès conservées aux Archives de Pau livrent par commune, pour chaque maison désignée par son nom, un inventaire détaillé des biens agricoles, du cheptel et du foncier, et du revenu qu'ils procuraient. Cette précieuse documentation ajoutée à l'histoire de ces relations conflictuelles, qui n'allèrent cependant pas au-delà d'un procès réglé devant le tribunal de Pau, a fait l'objet d'un ouvrage très documenté de René Escafre sur l'histoire des derniers barons des Angles. Cet ouvrage et ces archives fournissent non seulement une information sur l'économie et la microtoponymie de ce territoire, à cette époque, mais aussi une base factuelle intéressante de réflexion sur la société rurale sous l'Ancien Régime et son évolution vers la grande transformation de 1789, notamment l'abolition des droits seigneuriaux lors de la fameuse nuit du 4 août, après le passage par les cahiers de doléances, prémices de la Révolution française.

## L'archidiaconé et l'archiprêtré des Angles

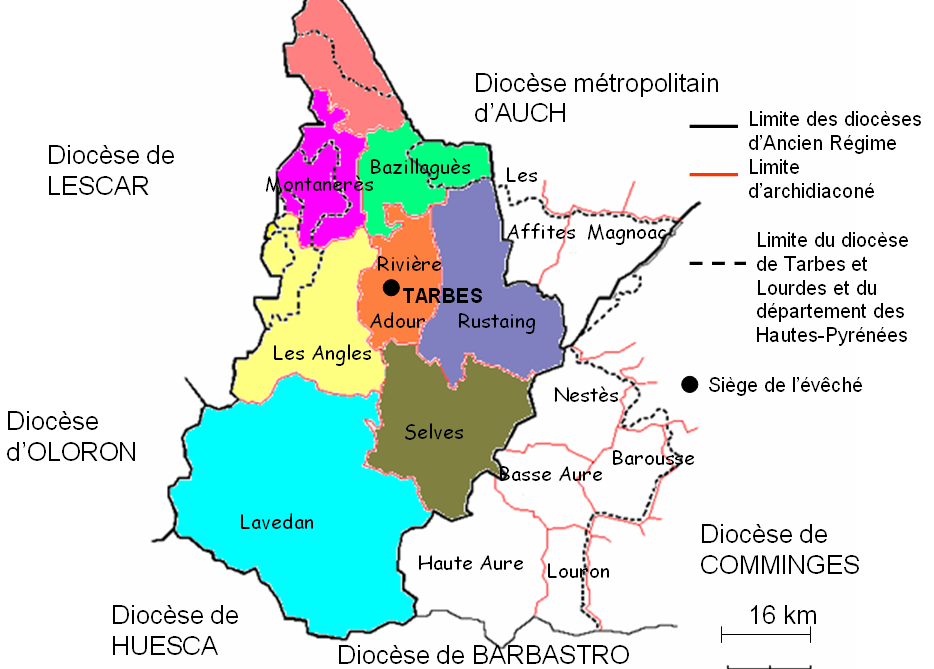
Diocèse de Bigorre et ses huit archidiaconés sous l'Ancien Régime)

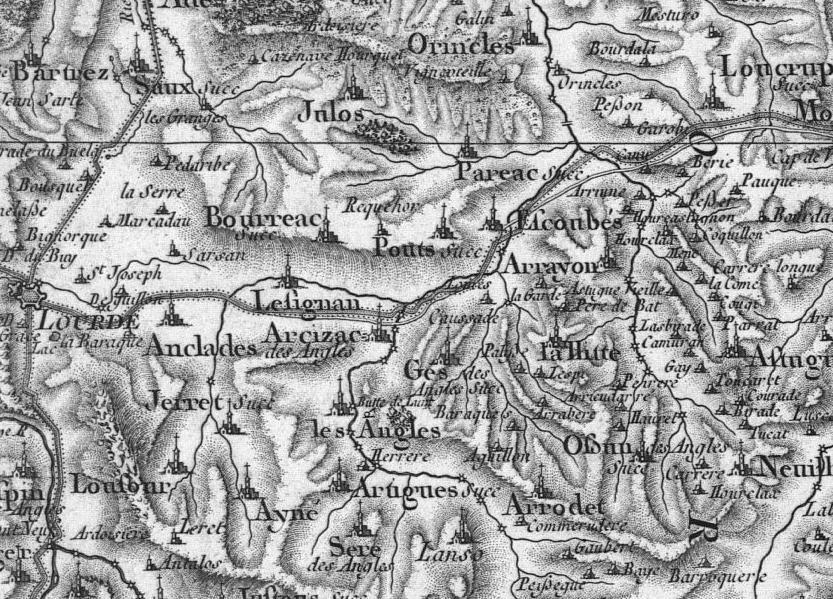
Extrait de la carte de Cassini mentionnant les noms de communes, paroisses ou succursales de paroisse comme Bourréac, et leurs hameaux,vers 1810

Les Angles était sous l'Ancien Régime le siège de l'un des huit archidiaconés de Bigorre. L'archidiacre résidait à Tarbes, comme l'évêque de Bigorre, et c'était donc "un grand dignitaire du clergé bigourdan" selon Bourdette qui livre aussi son organisation paroissiale. L'archidiaconé des Angles comprenait quatre archiprêtrés : Les Angles, Adé, Ibos et Pontacq. Pontacq, aujourd'hui en Béarn, était jusqu'en 1256 du Comté de Bigorre et par conséquent du diocèse de Tarbes ou de Bigorre. En passant dans le Béarn à la suite d'une guerre malheureuse pour la Bigorre, Pontacq changea de seigneur temporel mais continua de faire partie du Diocèse de Bigorre.
En 1342, l'archiprêtré des Angles comptait dix-sept paroisses : Arrodets, Lahitte, Arrayou, Gez, Sère, Arcizac, Lanso, Artigues, Craste, Ayné, Jarret, Lézignan, et Pouts qui étaient de la Baronnie des Angles, et, de plus, Escoubès, Paréac, Astugue et Neuilh qui n'en étaient pas mais étaient voisines.
En 1750, selon le paléographe Larcher cité par Bourdette, l'archiprêtré ne comptait plus que treize paroisses : Les Angles, Ayné, Arcizac, Lahitte, Arrayou, Lézignan, Léret, Arrodets et Sère qui étaient de la Baronnie, et celles d'Astugue, Escoubès, Julos et Neuilh qui n'en étaient pas. Artigues était devenue l'annexe de Sère, Bourréac celle des Angles, Jarret celle d'Ayné, Lanso celle d'Arcizac, Louzour celle de Léret, Ossun celle de Neuilh. Ces annexes sont mentionnées succ (pour succursale) sur la carte de Cassini.